# Misao Fujimura

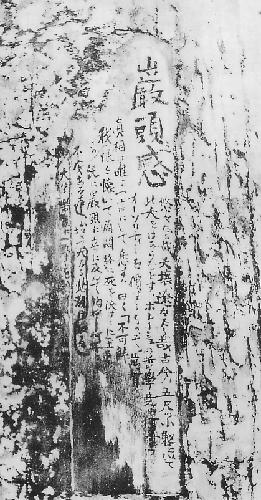
Nota de suicídio no tronco de uma árvore.

Misao Fujimura (藤村 操, Fujimura Misao, Julho 1886 – Maio 22, 1903) foi um estudante de filosofia e poeta japonês, lembrado em grande parte por seu poema de adeus.

## Biografia
Fujimura nasceu em Hokkaido. Seu avô  era um samurai formado do Domínio de Morioka, e seu pai se mudou para Hokkaido após a Restauração Meiji como diretor precursor do Banco de Hokkaido. Fujimura se graduou do ensino fundamental em Sapporo, e se mudou para Tóquio onde ele atendeu a uma escola preparatória para a entrada na Universidade de Tóquio. 
Ele depois viajou para as Cataratas de Kegon em Nikko, um espaço cênico famoso, e escreveu o seu poema de adeus diretamente no tronco de uma árvore antes de cometer suicídio.  Seu túmulo está no Cemitério Aoyama em Tóquio.
A história foi logo sensacionalizada nos jornais contemporâneos, e foi comentada pelo famoso escritor Natsume Soseki, um professor de inglês na escola do ensino médio de Fujimura. Mais tarde Soseki escreveu sobre sua morte no romance Kusamakura.